# مارلين هيكي
مارلين هيكي (بالإنجليزية: Marilyn Hickey)‏ هي كاهنة أمريكية، ولدت في 1 يوليو 1931 في دالهارت في الولايات المتحدة.

## وصلات خارجية
- الموقع الرسمي